# Сингх, Тарлочан
Тарлочан Сингх Бава (англ. Tarlochan Singh Bawa; 12 февраля 1923, Лахор, Британская Индия — 24 апреля 2008, Амбала, Харьяна) — индийский хоккеист на траве, защитник; тренер. Олимпийский чемпион 1948 года.

## Биография
Тарлочан Сингх родился 12 февраля 1923 года в городе Лахор в Британской Индии (сейчас в Пакистане).
Учился в Лахоре в колледже Дайял Сингх. Играл в хоккей на траве за лахорские ИМКА и «Бразерс». В 1945—1956 годах защищал цвета Пенджаба, в 1952 году был капитаном команды.
В 1948 году вошёл в состав сборной Индии по хоккею на траве на летних Олимпийских играх в Лондоне и завоевал золотую медаль. Играл на позиции защитника, провёл 5 матчей, забил 2 мяча (по одному в ворота сборных Испании и Великобритании).
Завершив игровую карьеру, тренировал сборную Индии на летних Азиатских играх 1962 года и в туре по Лиону.
В 1949 году поступил на службу в полицию Пенджаба в качестве помощника субинспектора. В 1981 году ушёл в отставку, будучи суперинтендантом полиции в Харьяне.
Умер 24 апреля 2008 года в доме дочери в индийском городе Амбала.

## Семья
Отец Тарлочана Сингха был хоккеистом, играл за Пенджабский университет. Двое старших братьев также играли в хоккей на траве за команду Лахорского правительственного колледжа.
У Сингха было двое дочерей и сын -— тренер по крикету Суквиндер Сингх Бава.